# Andreas Hawa
Andreas Hawa (* 14. Mai 1959) ist ein ehemaliger deutscher Fußballtorwart. In der höchsten Fußballklasse im DDR-Spielbetrieb, der Oberliga, spielte er für den 1. FC Union Berlin und Stahl Eisenhüttenstadt.

## Torwart-Laufbahn

### Jugend
Seine langjährige Torwartkarriere begann Hawa als Neunjähriger bei der Ost-Berliner Betriebssportgemeinschaft (BSG) EAB Lichtenberg 47. Mit 13 Jahren delegierte ihn EAB 1972 zum 1. FC Union Berlin, wo er zunächst bis 1984 aktiv war. In der Saison 1976/77 spielte Hawa mit den Union-Junioren in der DDR-Juniorenliga, anschließend war er Torwart der Unioner in der Nachwuchs-Oberliga. Inzwischen hatte er seine Lehre zum Kabelmechaniker abgeschlossen.

### 1. FC Union – Oberliga/DDR-Liga
Zur Saison 1979/80 wurde Hawa als dritter Torwart hinter Wolfgang Matthies und Bernd Wargos in die Union-Oberligamannschaft aufgenommen. Schon am 24. November 1979 kam er zu seinem ersten Oberliga-Einsatz. Im Spiel 1. FC Magdeburg – 1. FC Union (5:1) wurde er beim Stande von 0:4 nach der Halbzeit für den entnervten Wargos eingewechselt. Die bisherige Nummer eins im Union-Tor Matthies war inzwischen zum Militärdienst eingezogen worden. Anschließend musste Hawa bis zum Saisonende warten, ehe ihm Trainer Heinz Werner erneut in fünf Oberligapunktspielen eine Chance gab. Die Saison endete für den 1. FC Union als Absteiger, und Union spielte in den nächsten zwei Spielzeiten in der DDR-Liga. Von den in dieser Zeit ausgetragenen Pflichtspielen der ersten Mannschaft bestritt Hawa lediglich zwölf Begegnungen, 1981/82 kam er überhaupt nicht zum Einsatz. Als zweiter Torwart des Oberliga-Aufgebots 1982/83 vertrat er Matthies in dieser Saison lediglich in zwei Punktspielen. Für die Saison 1983/84 nominierte Trainer Harry Nippert den 1,86 m großen Hawa erstmals als Nummer eins im Union-Tor. Hawa verletzte sich aber zwei Tage vor Saisonbeginn, sodass er erst vom 5. Spieltag an eingesetzt werden konnte. Auch der am 7. Spieltag neu eingesetzte Trainer Karl-Heinz Burwieck hielt an Hawa fest, der alle weiteren Punktspiele bis zur Winterpause bestritt. In der Saisonrückrunde setzte Burwieck dann wieder in allen Spielen Dahms ein. Am Saisonende musste Union erneut absteigen. Unter dem neuen Trainer Karl Schäffner und neben Neuzugang Ronny Teuber hatte Hawa in den folgenden Wochen keine Chancen.

### Neubrandenburg, Ludwigsfelde, Eisenhüttenstadt
Im November 1984 wechselte Hawa zum DDR-Ligisten Post Neubrandenburg, konnte sich aber auch dort nicht durchsetzen. Ohne einmal im offiziellen Aufgebot der DDR-Ligamannschaft der Neubrandenburger aufgetaucht zu sein, schloss er sich 1988 dem DDR-Liga-Konkurrenten Motor Ludwigsfelde an. Obwohl im Sommer 1989 noch für Ludwigsfelde gemeldet, spielte Hawa bereits am 9. September für den Oberliga-Aufsteiger Stahl Eisenhüttenstadt. Dort schaffte er als 30-Jähriger endlich den Durchbruch zum Stammspieler und schaffte es bis zum Saisonende auf 18 Oberligaeinsätze für die Stahlwerker. Als jedoch zur Saison 1990/91 der ehemalige DDR-Nationaltorwart Bodo Rudwaleit zum inzwischen umstrukturierten Eisenhüttenstädter FC Stahl (EFC) wechselte, musste Hawa wieder ins zweite Glied zurücktreten und wurde in dieser Saison nicht mehr in der ersten Mannschaft eingesetzt. Nachdem Rudwaleit den EFC nach einem Jahr wieder verlassen hatte, rückte Hawa wieder zur Nummer eins im Tor auf und kam auf diese Weise noch zu zwei internationalen Pflichtspielen. Als Pokalfinalist der Vorsaison hatte sich der EFC für den Europapokalwettbewerb der Pokalsieger 1991/92 qualifiziert, da Pokalsieger Hansa Rostock zugleich Meister geworden war. Der EFC spielte inzwischen im DFB-Spielbetrieb in der drittklassigen Oberliga Nordost und hatte gegen seinen Gegner Galatasaray Istanbul mit Hawa im Tor mit 1:2 und 0:3 keine Chance.

### Laufbahnende
Nach der Saison 1991/92 beendete Hawa seine Laufbahn als Fußballspieler im Leistungsbereich. Er kehrte nach Berlin zurück und schloss sich als Freizeitfußballer dem Kreisligisten VSG Altglienicke an. 1993 half er im Berliner Paul-Rusch-Pokal noch einmal in drei Spielen als Torwart beim 1. FC Union Berlin aus und erhöhte damit die Zahl seiner Pflichtspiele bei Union auf 32. 1994 schloss sich Hawa dem Berliner Landesligisten SV Lichtenberg 47 an und spielte ab 1996 als 37-Jähriger beim SV Empor Berlin ebenfalls in der Landesliga.

## Stationen
- 1979 bis 1984: 1. FC Union Berlin
- 1984 bis 1988: Post Neubrandenburg
- 1988 bis 1989: Motor Ludwigsfelde
- 1989 bis 1992: Stahl Eisenhüttenstadt
- 1992 bis 1993: VSG Altglienicke
- 1993 bis 1994: 1. FC Union Berlin
- 1994 bis 1996: SV Lichtenberg 47
- 1996 bis 1997: SV Empor Berlin[1]